# Lago Ellsworth

Mapa de la Antártida, el lago se halla en la llamada Tierra de Ellsworth.

El lago Ellsworth es un lago subglacial situado en la Antártida Occidental, está bajo unos 3,4 km de hielo. Se trata de un lago de aproximadamente 10 km de largo y se estima que tiene una profundidad de unas decenas de metros. Se considera un lugar que merece una exploración directa, debido a la posibilidad de que pueda albergar formas de vida únicas, así como por su relativamente fácil accesibilidad. El lago fue bautizado con ese nombre en honor del explorador polar norteamericano Lincoln Ellsworth. 
El 2 de marzo de 2009, el Natural Environment Research Council británico, dio luz verde a un equipo de científicos de su país para explorar este lago. Esta investigación es pionera por desarrollar la tecnología para explorar el lago, utilizando métodos que impedirán cualquier tipo de contaminación. Las muestras de agua serán tomadas y analizadas para detectar signos de vida.
79°S 91°O / -79, -91